# Kerk van Alle Naties

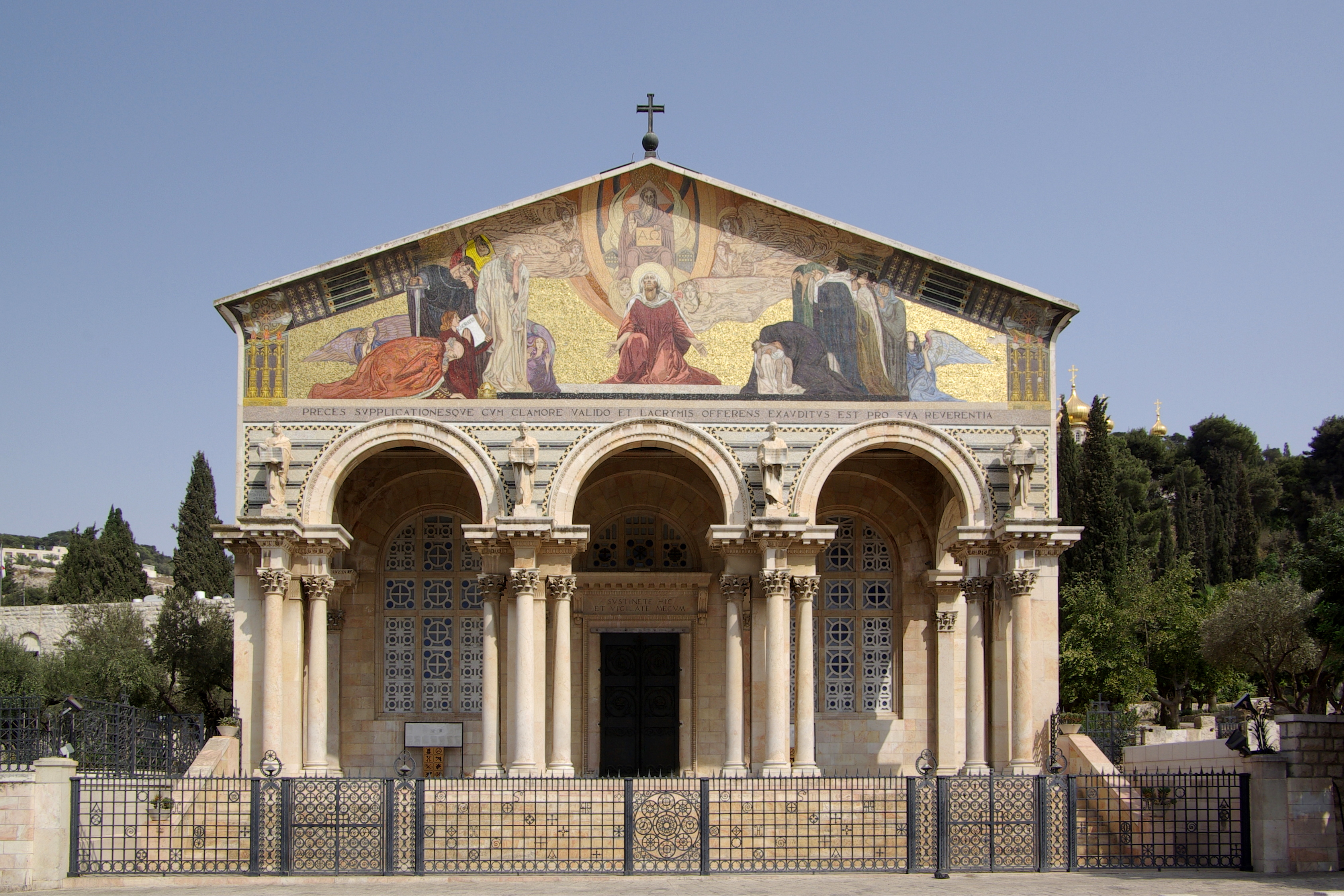
De Kerk van Alle Naties.

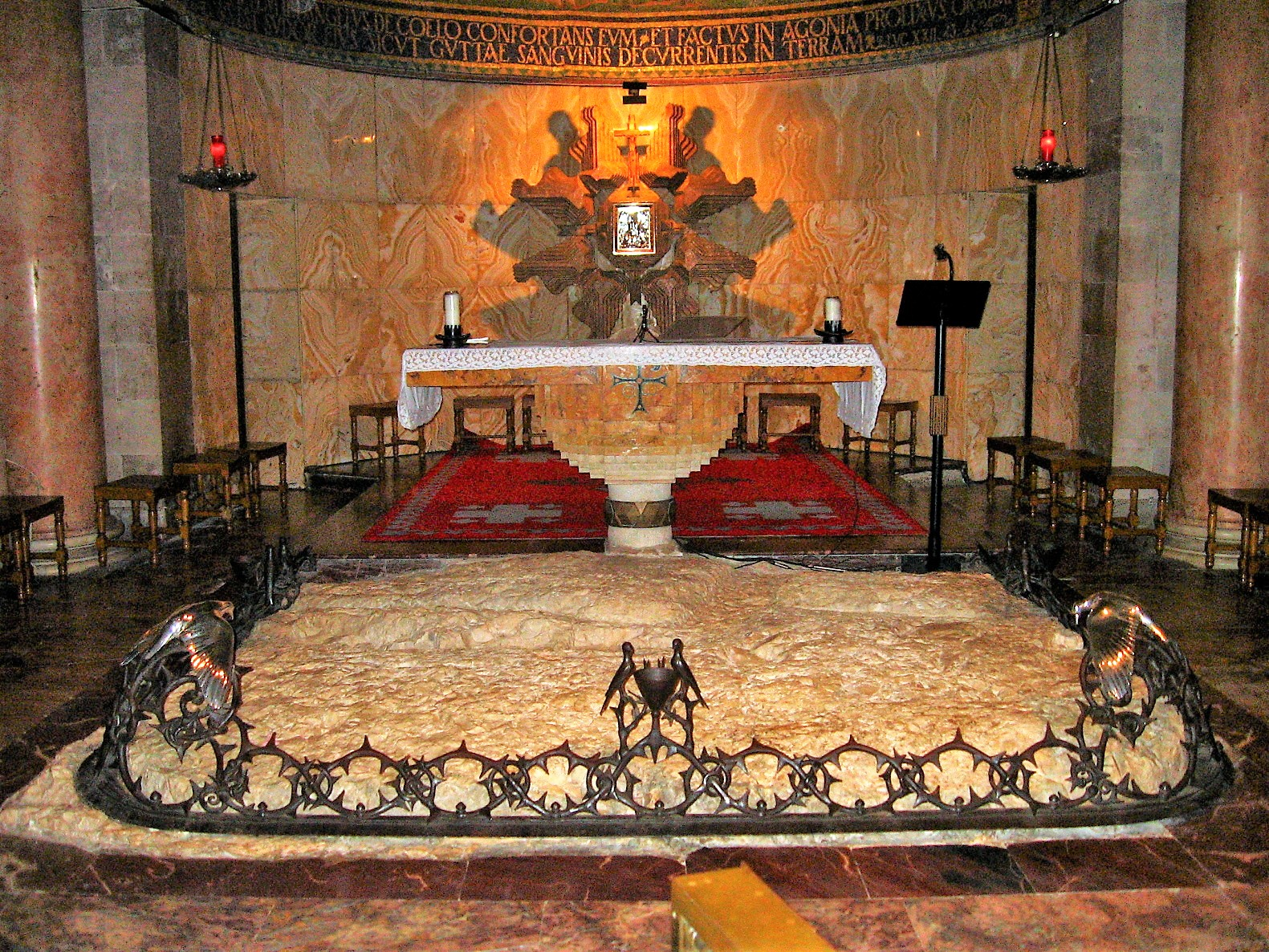
De rots voor het altaar.

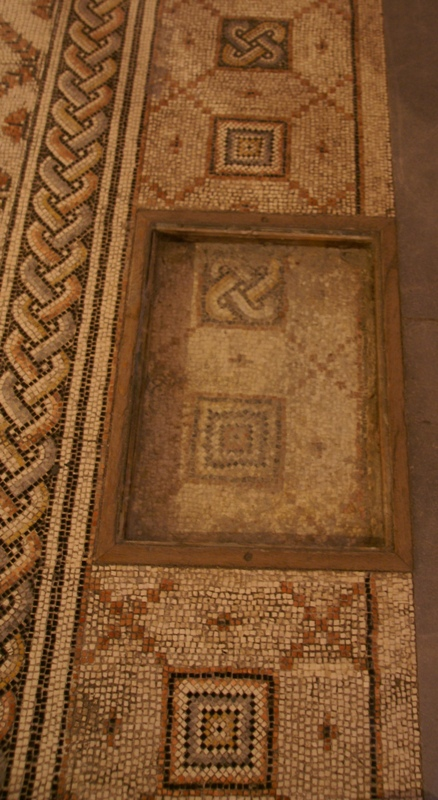
Mozaïekvloer: onder het glas het 12e-eeuwse mozaïek van de kruisvaarderskapel.

De Kerk van Alle Naties, ook wel Basilica van de Doodsangst (Latijn: Basilica Agoniae Domini) genoemd, is een 20e-eeuwse rooms-katholieke basiliek op de Olijfberg bij de Hof van Olijven in Jeruzalem, Israël.

## Geschiedenis
De Kerk van Alle Naties staat op de plek die traditioneel bekendstaat als de Hof van Olijven (Getsemane).
In de kerk voor het altaar bevindt zich een rots die wordt aangewezen als de plek waar Jezus alleen bad in de Hof van Olijven in de nacht dat hij werd gearresteerd.
In de 4e eeuw bevond zich op deze plek een Byzantijnse basilica, die in 746 door een aardbeving werd vernietigd.
In de 12e eeuw bevond zich op deze plek een kapel van de kruisvaarders, die in 1345 werd verlaten.
Tussen 1919 en 1924 werd de Kerk van Alle Naties gebouwd.
In 1924 werd de kerk ingezegend. De kerk wordt beheerd door de franciscanen.

## Bouw
De Kerk van Alle Naties werd ontworpen door Antonio Barluzzi en werd gebaseerd op het ontwerp van een Byzantijnse basilica.
Zes monolithische pilaren steunen twaalf bogen die elk zijn voorzien van een mozaïek met de emblemen van de landen die hebben bijgedragen aan de bouw van de kerk. Dit leidde tot de populaire naam van de kerk: Kerk van Alle Naties.
De ramen van de kerk zijn gemaakt van albast.
Het mozaïek op de façade is een ontwerp van Giulio Bargellini en toont Jezus als de band tussen God en de mensheid. In de koepel boven het altaar is Jezus biddend op de rots in de Hof van Olijven afgebeeld.
In de tuin bij de kerk staan acht, vermoedelijk meer dan duizend jaar oude olijfbomen.